# Els Hostalets (Ribera d'Ondara)
Els Hostalets, anomenat també Hostalets (o Hostals) de Cervera o de la Ribera, és un poble de 75 habitants pertanyent al municipi de Ribera d'Ondara (Segarra). Està situat a la part nord-occidental del poble de Sant Antolí, vora la carretera N-II.
Està format per un carrer que té el seu nucli antic prop de la capella de Sant Jordi.
Els Hostalets es va originar en un petit nucli de vells hostals, construïts al peu de l'antic camí ral de Barcelona a Lleida. El lloc va prendre importància a mitjan segle xvi, quan el baró Jordi Joan d'Aimeric hi feu erigir una capella que es considerava sufragània de Santa Maria de Montlleó. El 1685 aquest nucli tenia 10 cases.